# Ивайло Крайчовски
Ивайло Крайчовски е български музикант, бас китарист в група „ФСБ“, идеолог и инициатор за създаването на група „Стари муцуни“ заедно с ветерана на българския рок Георги Минчев.
От петгодишен свири на цигулка и учи солфеж. Когато през 1976 г. е ученик в девети клас на XXI гимназия в София, става член на сформиралата се група от неприети в Музикалното училище инструменталисти и започва да свири на бас китара.
През 1983 г. завършва факултета „Поп и джаз изкуства“ на Музикалната академия, в класа по контрабас и бас китара на професор Симеон Венков. Явява се на прослушване за бас китарист на мястото на Александър Бахаров от ФСБ и бива приет в групата. Дебюта си на сцена прави на концерт на ФСБ на стадион „Академик“ пред 15 000 души публика. Въпреки че останалите членове на бандата го определят като концертен музикант, той взема участие и в записите на албума „ФСБ VI“ от 1984 г. Работи активно и в студио ФСБ като тонрежисьор и музикален продуцент, а през 1993 – 1995 г. – в ММД Мултимедия и Болканмюзик, където взема участие в създаването на албумите на редица български поп певци, рок групи и джазови формации.
През 1996 г. Ивайло Крайчовски става музикален директор на „София филм фест“. Заместник-председател е на Българската изпълнителска асоциация и член на УС на БНАПЗ – асоциация на звукозаписните студиа в България. Организатор на мемориалните концерти „Цвете за Гошо“ и различни рок фестивали и сцени. Участва в разширената с млади музиканти формация „ФСБ“ на Новогодишния концерт по повод приемането на България в ЕС през 2007 г.
Почива внезапно на 21 август 2018 г. в град София. 